# John Trần
John Trần (Tiếng Việt: Trần Diệc Tuyền sinh ngày 20 tháng 11 năm 1975) là một cựu chính trị gia Người Mỹ gốc Việt phục vụ trong hội đồng thành phố Rosemead, California là thị trưởng người Mỹ gốc Á đầu tiên của thành phố đó. Anh được bầu vào hội đồng quản lý Thành phố Rosemead và tháng 3 năm 2005 sau đó chỉ phục vụ một nhiệm kỳ. Anh là Người Mỹ gốc Việt đầu tiên được bầu vào hội đồng quản lý Thành phố. Cũng như nhiều thành phố khác ở tiểu bang California. Anh được Hội đồng Quản lý Thành phố bổ nhiệm làm Thị trưởng của thành phố Rosemead vào tháng 3 năm 2007. Anh tái ứng cử vào Hội đồng Quản lý Thành phố này vào tháng 3 năm 2009 nhưng đã thua đối thủ của mình là Sandra Armenta.